# Wronia Górka
Wronia Górka – leśne wzniesienie morenowe o wysokości ok. 55 m n.p.m. w Gdańsku w granicach osiedla Aniołki. Na przedwojennych mapach wzniesienie nie jest oznaczane nazwą.
Na północ od wzniesienia w odległości ok. 200 m znajduje się skrzyżowanie ulic E. Orzeszkowej i Wronia oraz część wydziałów Uniwersyteckiego Centrum Stomatologicznego Gdańskiego Uniwersytetu Medycznego.
Nazwę wzniesienia Wronia Górka wprowadzono po II wojnie światowej zastępując nazwę niemiecką Krähenberg.